# Denovali Records
Denovali Records — немецкий независимый звукозаписывающий лейбл, основанный в 2005 году. 
Издаёт эмбиент, электронику, эксперименты, дроун, джаз, современную классическую музыку и саунд-арт. Особое внимание уделяет нишевому творчеству. С 2007 года Denovali курирует и организует международные музыкальные фестивали. Одновременно с началом деятельности лейбла в 2005 году Denovali открыла интернет-магазин звукозаписей, в котором также представлены издания других лейблов.

## Некоторые подписанные артисты и коллективы
- Ah! Kosmos
- Bersarin Quartett
- Birds Of Passage
- Blackfilm
- Blueneck
- Celeste
- Contemporary Noise Sextet
- Dictaphone
- Elektro Guzzi
- Ensemble Economique
- Field Rotation
- Floex
- Franz Kirmann
- Fogh Depot
- Greg Haines
- Hidden Orchestra
- John Lemke
- Kuba Kapsa
- Lento
- Les Fragments De La Nuit
- Mario Diaz De Leon
- Matthew Collings
- Michael Vallera
- Moon Zero
- Multicast Dynamics
- N
- Nadia Struiwigh
- Never Sol
- Omega Massif
- Oneirogen
- Origamibiro
- Orson Hentschel
- Paco Sala
- Pan & Me
- Philipp Rumsch
- Piano Interrupted
- Petrels
- Prairie
- Ricardo Donoso
- Robin Schlochtermeier
- Saffronkeira
- Sankt Otten
- Second Moon Of Winter
- Selaxon Lutberg
- Subheim
- Switchblade
- Talvihorros
- Terminal Sound System
- The Alvaret Ensemble
- The Dale Cooper Quartet
- The Eye Of Time
- The Kilimanjaro Darkjazz Ensemble
- The Mount Fuji Doomjazz Corporation
- The Pirate Ship Quintet
- The Samuel Jackson 5
- Thomas Köner
- Waelder

### Подписанные в прошлом
- A Dead Forest Index
- Kodiak
- Mouse on the Keys